# Lamme (Fluss)
Die Lamme ist ein 22,4 km langer, südlicher und linker Nebenfluss der Innerste. Sie fließt unter anderem durch Bad Salzdetfurth im Landkreis Hildesheim im südlichen Niedersachsen.

## Name
Die erste schriftliche Nennung erfolgte im Jahr 1065 als Lamma.
Der Flussname leitet sich nicht vom Tier Lamm ab, sondern scheint mit dem Wortteil *Lam einen indogermanischen Ursprung zu haben. Es bedeutet Sumpf, Bruch oder morastige Wiese. Eine andere Herleitung geht vom germanischen Verb *hlemm-a- für 'tönen' aus.

## Verlauf
Die Lamme entspringt nördlich des Hebers. Ihre Quelle liegt in Lamspringe im Park von Kloster Lamspringe auf rund 200 m ü. NHN. Ihr Wasser entfließt einer ummauerten Quellgrotte, die laut einer Inschrift von 1727 stammt und 1970 erneuert wurde. Die Quelle ist etwa 200 m vom Kloster Lamspringe entfernt. Sie hatte für die Wirtschaft des Klosterbetriebes eine große Bedeutung. Das Wasser diente der Trinkwasserversorgung und trieb eine Wassermühle an. Das Quellwasser kommt aus dem Heber und sieht wegen des ausgewaschenen Kalks leicht milchig aus.
Die überwiegend nordwärts fließende Lamme verläuft von Lamspringe nach Neuhof, wobei sie die Höhenzüge Harplage im Osten und Niedernberge im Westen passiert; am Hang des Letzteren liegt etwa 1 km entfernt vom Fluss der Neuhofer Ortsteil Wöllersheim. Dann fließt die Lamme zwischen den Bockenemer Ortsteilen Groß Ilde im Osten und Klein Ilde im Westen hindurch und passiert anschließend in jeweils einiger Entfernung das auch zu Bockenem gehörende Bültum im Osten und den Bad Salzdetfurther Ortsteil Bodenburg im Westen.
Nach darauf folgendem Durchfließen des Bad Salzdetfurther Ortsteils Wehrstedt mündet mit der von Süden heran fließenden Riehe der längste Zufluss der Lamme. Ab dort verläuft die Lammetalbahn parallel zum Fluss. In der direkt anschließend durchflossenen Bad Salzdetfurther Kernstadt fließt ihr von Westen der Klusbach, dann schlängelt sich der Fluss zwischen den Saubergen im Osten und dem Hildesheimer Wald im Westen hindurch. Kurz darauf mündet im Ortsteil Detfurth der zuletzt von Nordwesten kommende Gehlenbach ein, und nach dem von Südosten zufließenden Büntebach verläuft die Lamme durch den Ortsteil Wesseln.
Zwischen Wesseln und dem kurz darauf folgenden Bad Salzdetfurther Ortsteil Klein Düngen wird die Lamme außer von der Lammetalbahn auch von der den Fluss kreuzenden Bundesstraße 243 begleitet. Kurz nach Klein Düngen mündet sie nach Unterqueren der Bahnstrecke Hildesheim–Goslar unterhalb des Heinder Wehres in den dort von Osten heran fließenden Leine-Zufluss Innerste.

## Hochwasser
Bad Salzdetfurth wurde schon mehrmals von Hochwasser heimgesucht:
Ein besonders verheerendes Hochwasser ereignete sich am 27. Mai 1738, als in Bad Salzdetfurth 178 Gebäude von den Fluten zerstört und 7 Brücken oder Stege weggerissen wurden. An der St. Georgskirche in Bad Salzdetfurth erinnert in 3 m Höhe über dem Straßenpflaster eine Hochwassermarke an den Wasserstand dieser Katastrophe.
Eine weitere verheerende Überschwemmung, die sieben Todesopfer forderte und durch die Zerstörung von 25 Häusern 130 Einwohner obdachlos machte, traf die Stadt am 29. Juni 1814.
Erst 1951 wurde die Hochwassergefahr für Bad Salzdetfurth gebannt, indem das Flussbett der Lamme im Norden der Stadt an der Gartenstraße verbreitert und begradigt wurde.

## Galerie

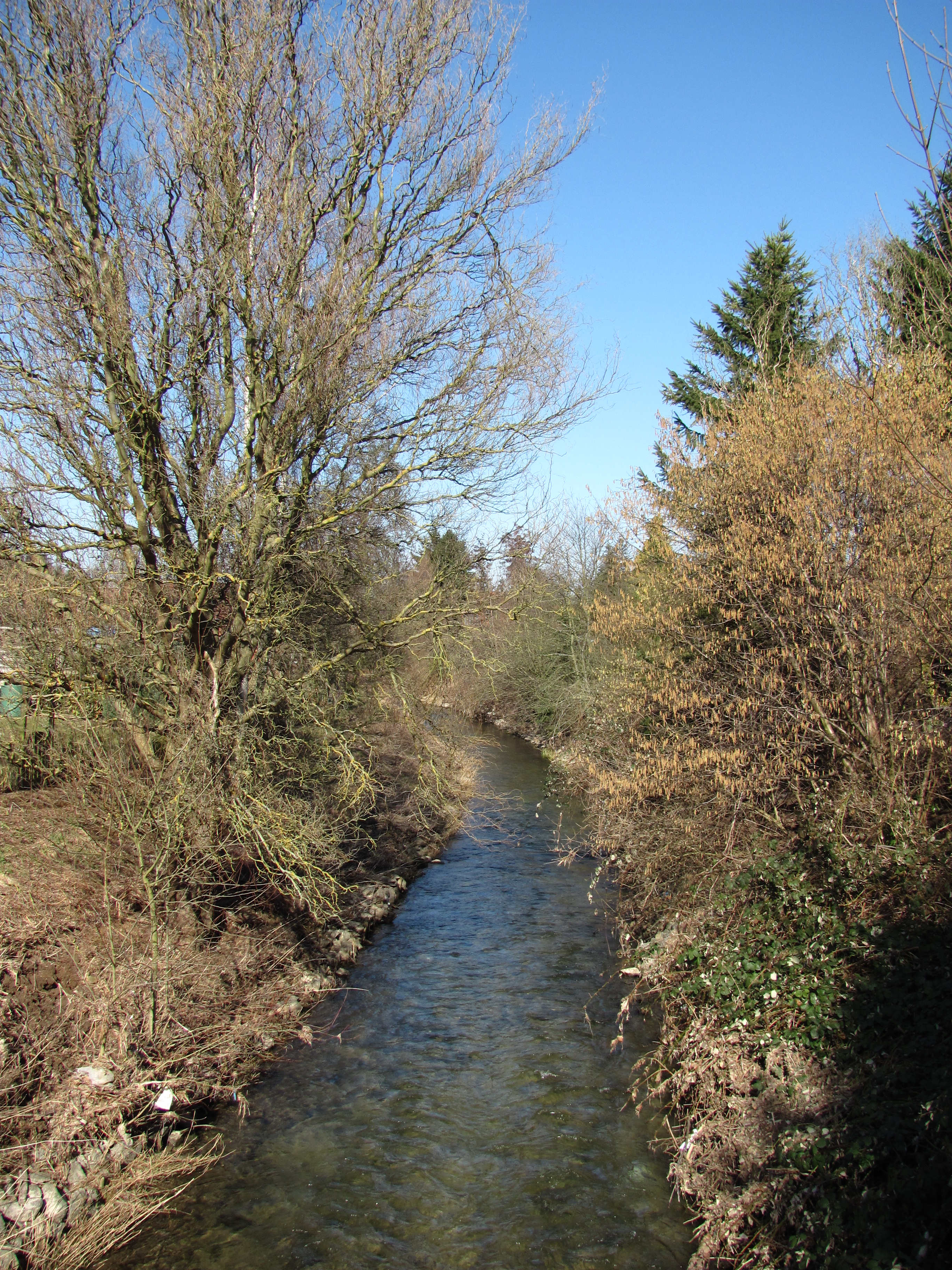
Die Lamme in Bad Salzdetfurth-Wesseln
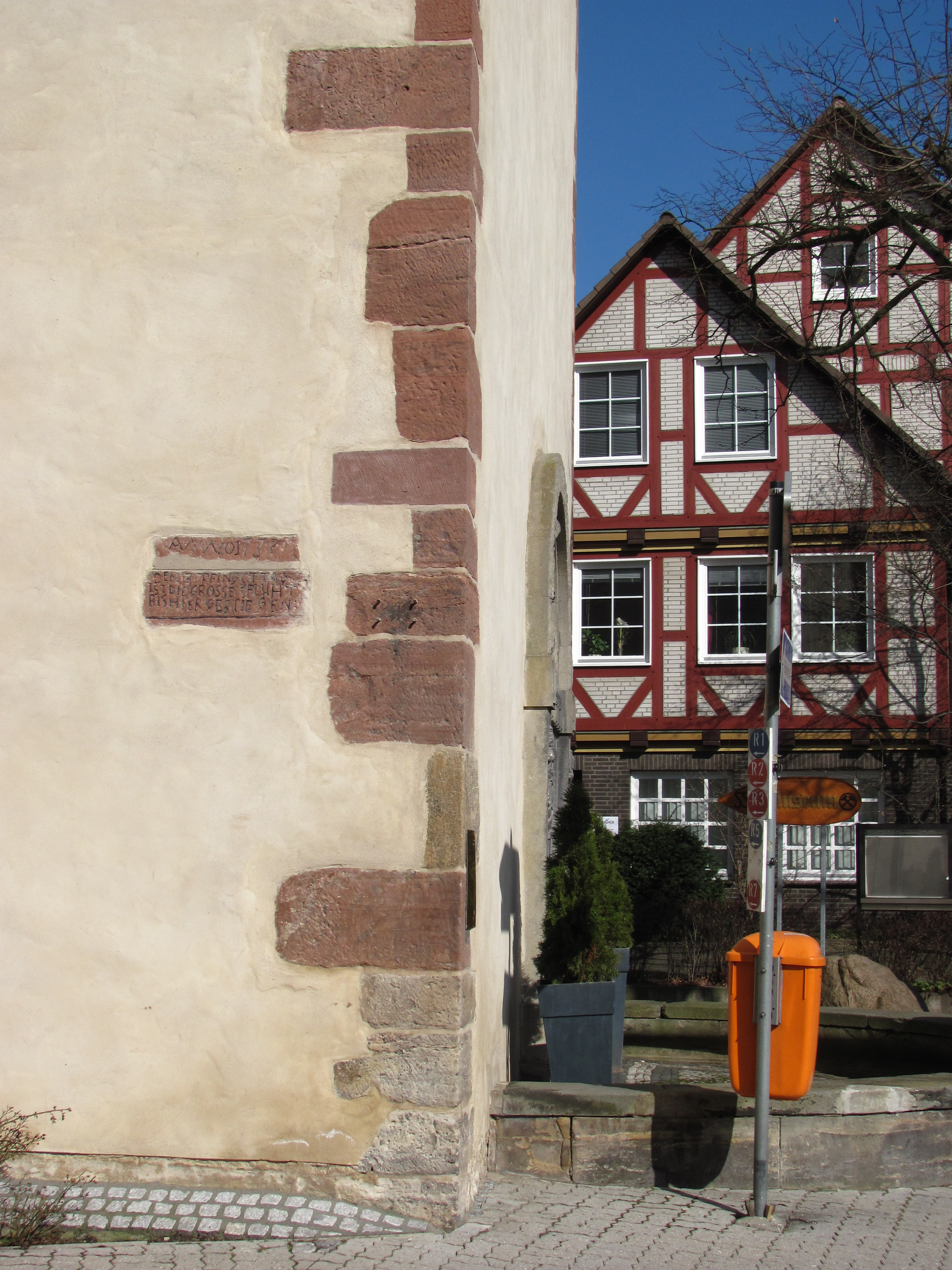
Hochwassermarke an der St. Georgskirche in Bad Salzdetfurth